# Plagiolepis puncta
Plagiolepis puncta är en myrart som beskrevs av Auguste-Henri Forel 1910. Plagiolepis puncta ingår i släktet Plagiolepis och familjen myror. Inga underarter finns listade i Catalogue of Life.